# Earthworm Jim 3D
Earthworm Jim 3D – komputerowa gra platformowa z serii Earthworm Jim stworzona przez studio VIS Entertainment i wydana przez Interplay Entertainment. Została wydana 28 października 1999 na konsolę Nintendo 64 oraz rok później na komputery osobiste.

## Fabuła
Tytułowa dżdżownica o imieniu Jim z powodu utraty przytomności znalazła się wewnątrz własnego umysłu. Chcąc powrócić do rzeczywistego świata, musi przemierzyć lokalizacje wewnątrz swojej wyobraźni. Podobnie jak w poprzednich częściach serii, bohater walczy z przeciwnikami przy pomocy swojego blastera, a na końcu każdego z czterech etapów ma do pokonania bossa.

## Odbiór gry
Gra w wersji na Nintendo 64 spotkała się z mieszanymi reakcjami recenzentów, uzyskując według agregatora GameRankings średnią z ocen wynoszącą 59,32%.